# Colluricincla
A Colluricincla a madarak osztályának verébalakúak (Passeriformes) rendjébe és a légyvadászfélék (Pachycephalidae) családjába tartozó nem.

## Rendszerezésük
A nemet Nicholas Aylward Vigors és Thomas Horsfield írták le 1827-ben, az alábbi 4 vagy 5 faj tartozik ide:
- Colluricincla tenebrosa[2] vagy Pachycephala tenebrosa[1]
- Colluricincla megarhyncha
- Colluricincla woodwardi
- Colluricincla boweri
- szürkebegyű gébicsrigó (Colluricincla harmonica)

## Előfordulásuk
Ausztrália és Új-Guinea szigetén honosak. Természetes élőhelyeik a szubtrópusi és trópusi erdők, szavannák és cserjések. Állandó, nem vonuló fajok.

## Megjelenésük
Testhosszuk 19,5–26,5 centiméter közötti.

## Életmódjuk
Gerinctelenekkel, főként rovarokkal és pókokkal táplálkoznak, de kisebb gerinceseket is fogyasztanak.